# Sveriges Kommuner och Regioner

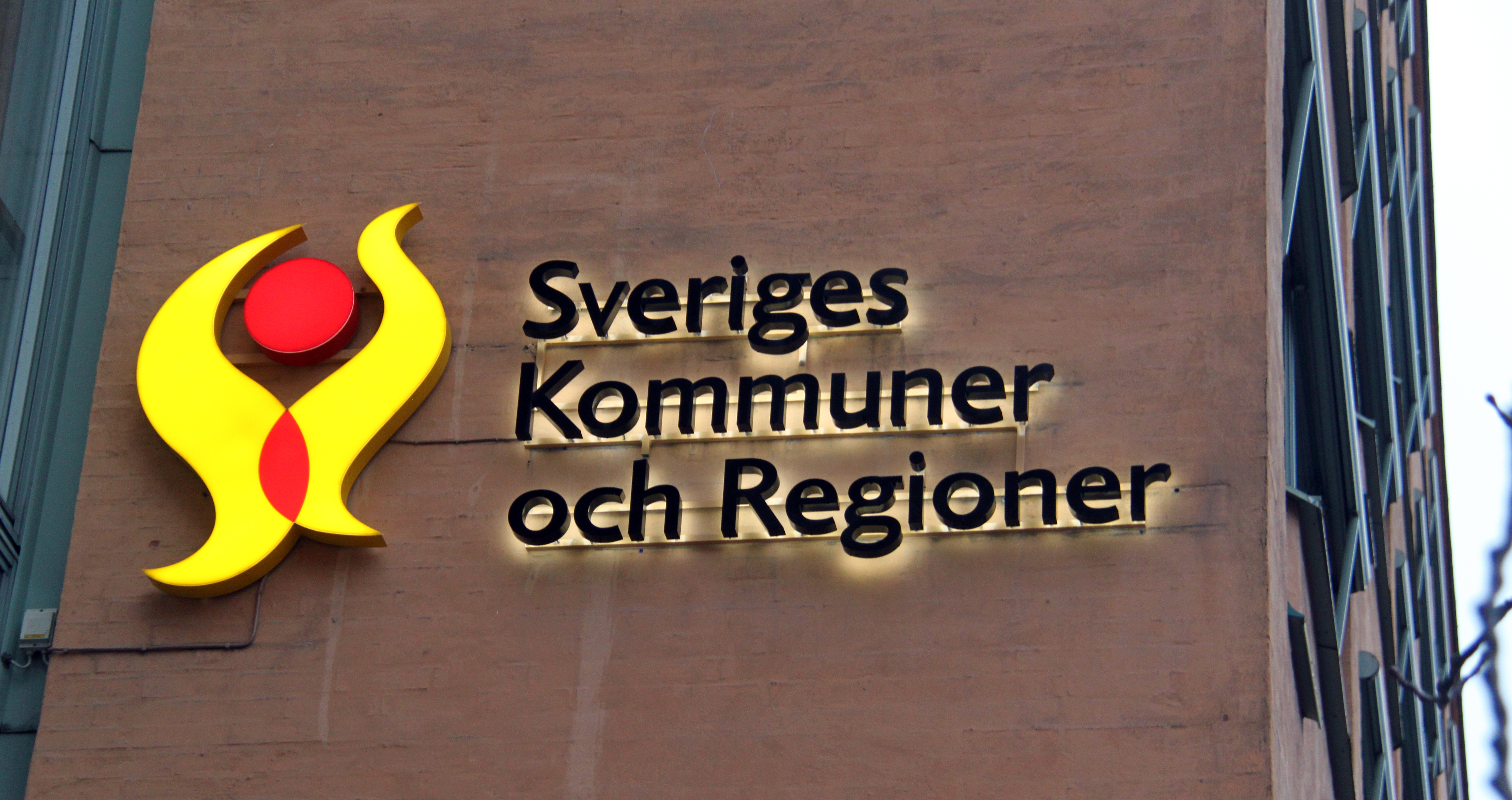
Sveriges Kommuner och Regioner, skylt.

Sveriges Kommuner och Regioner (SKR), tidigare Sveriges Kommuner och Landsting (SKL), är en arbetsgivar- och medlemsorganisation för Sveriges alla 290 kommuner och 21 regioner. Förbundet ska verka på medlemmarnas uppdrag och med utgångspunkt i den lokala och regionala demokratin. 

## Historik
Sveriges Kommuner och Regioner bildades i mars 2007 ur de två organisationerna Svenska Kommunförbundet och Landstingsförbundet, då med namnet Sveriges Kommuner och Landsting. Organisationerna hade samverkat sedan 2005 i en gemensam tjänstemannaorganisation, och 2007 bildades det nya förbundet fullt ut och ny ordförande och styrelse valdes. Samtidigt upphörde då Svenska Kommunförbundet och Landstingsförbundet. I november 2019 bytte organisationen namn till Sveriges Kommuner och Regioner.

## Uppgift
Sveriges Kommuner och Regioner (SKR) är en arbetsgivarorganisation för alla Sveriges kommuner och regioner. Det gör förbundet till Sveriges största arbetsgivarorganisation. Förbundet driver medlemmarnas intressen och erbjuder dem stöd och professionell rådgivning inom alla de frågor som kommuner och regioner är verksamma inom. Uppdraget är att ge kommuner och regioner bättre förutsättningar för lokalt och regionalt självstyre. Sedan 2021 driver man även forskningsinstitutet Ifous tillsammans med Friskolornas riksförbund och Idéburna skolors riksförbund.

## Organisation
På Sveriges Kommuner och Regioner arbetar drygt 400 personer. Det finns också ett kontor i Bryssel.
- Vd är sedan 2022 Palle Lundberg.[3]
- Ordförande är sedan 2023 Anders Henriksson.[4]

### Politisk organisation
Den politiska organisationen består av en kongress som är dess högsta beslutande organ och genomförs vart fjärde år. Mellan kongresserna styrs SKR av en politisk sammansatt styrelse. Styrelsens väljs av kongressen, ombud till kongresser väljs genom val i alla medlemmars fullmäktigeförsamlingar. Till styrelsens förfogande finns tre delegationer, nio beredningar och tre programberedningar.
Delegationer:
- Förhandlingsdelegationen
- Revisionsdelegationen
- Sjukvårdsdelegationen

Beredningar:
- Beredningen för demokratifrågor
- Beredningen för digitalisering
- Beredningen för internationella frågor
- Beredningen för kultur och fritid
- Beredningen för primärvård och äldreomsorg
- Beredningen för samhällsbyggnad
- Beredningen för socialpolitik och individomsorg
- Beredningen för tillväxt och regional utveckling
- Beredningen för utbildningsfrågor

Programberedningar:
- Programberedningen för barn och ungas hälsa
- Programberedningen för klimat
- Programberedningen för styrning av offentligt finansierad verksamhet

Styrelsen har även under sig ett arbetsutskott.

## Ordförande genom tiderna
| Namn | Namn                    | Tillträdde     | Avgick       | Politiskt parti    |
| ---- | ----------------------- | -------------- | ------------ | ------------------ |
|      | Anders Knape            | 1 januari 2007 | 24 mars 2015 | Moderaterna        |
|      | Lena Micko              | 24 mars 2015   | 19 mars 2019 | Socialdemokraterna |
|      | Anders Knape            | 19 mars 2019   | 3 juni 2022  | Moderaterna        |
|      | Carola Gunnarsson (tf.) | 3 juni 2022    | 31 juli 2022 | Centerpartiet      |
|      | Peter Danielsson        | 1 augusti 2022 |              | Moderaterna        |
|      | Anders Henriksson       | 21 mars 2023   |              | Socialdemokraterna |

## Byggnad Hornsgatan 20

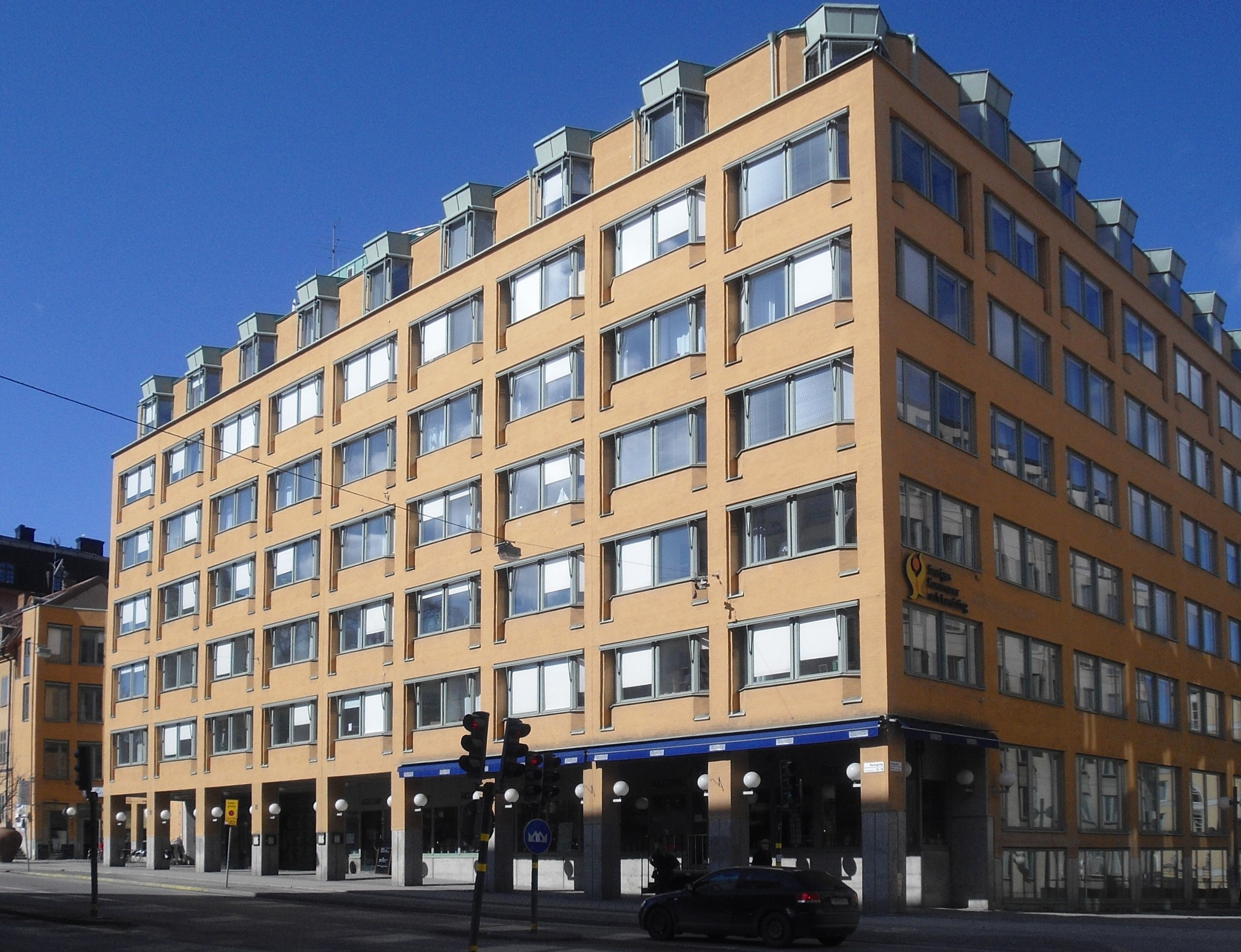
SKR:s kontorshus på Hornsgatan 20, Stockholm.

Byggnaden för Sveriges Kommuner och Regioner i kvarteret Överkikaren vid Hornsgatan 18-20 i Stockholm uppfördes åren 1984 till 1989 efter ritningar av K-konsult arkitekter. Huset utgör en del av överbyggnaden av dåvarande Södergatan (nuvarande Söderledstunneln). Interiören karakteriseras av en överglasad innergård.